# Bert Lindarw
Bert Lindarw (ur. 7 lipca 1930 w Karlskodze, zm. w listopadzie 2020 w Eskilstunie) – szwedzki żużlowiec.
Dwukrotny medalista indywidualnych mistrzostw Szwecji: srebrny (Sztokholm 1953) oraz brązowy (Sztokholm 1952). Pięciokrotny medalista drużynowych mistrzostw Szwecji: złoty (1960), dwukrotnie srebrny (1951, 1952) oraz dwukrotnie brązowy (1950, 1953). 
Reprezentant Szwecji na arenie międzynarodowej. Wielokrotny uczestnik eliminacji indywidualnych mistrzostw świata (najlepszy wynik: Oslo 1957 – IX miejsce w finale skandynawskim i awans – jako zawodnik rezerwowy – do finału europejskiego). Dwukrotny finalista indywidualnych mistrzostw Europy na długim torze (Sztokholm 1957 – XIII miejsce, Oslo 1961 – XII miejsce).
W lidze szwedzkiej reprezentant klubów: Monarkerna Sztokholm (1950), Smederna Eskilstuna (1951–1954), Indianerna Kumla (1955–1957), Vargarna Norrköping (1958–1960) oraz Getingarna Sztokholm (1961–1962).
Jego synem jest słynny szwedzki artysta estradowy Christer Lindarw.